# ایوو استفانونی
ایوو استفانونی (به انگلیسی: Ivo Stefanoni) (زادهٔ ۵ ژوئن ۱۹۳۶) شناگر اهل ایتالیا است.